# Tar
Tar se refiere en Informática a un formato de archivos ampliamente usado en entornos UNIX, identificados por el sufijo de archivo tar. Además hace referencia al programa para la manipulación de archivos que es estándar en estos entornos, pero no incluye la compresión de los mismos.
El formato fue diseñado para almacenar archivos de una forma conveniente en cintas magnéticas y de allí proviene su nombre: "Tape ARchiver" (en inglés: archivador en cinta). Debido a este origen el formato está preparado para procesarse linealmente y no hay manera de extraer un miembro sin recorrer todo el archivo hasta encontrarlo.

## El programa
El programa tar se usa para almacenar archivos y directorios en un solo archivo, no para comprimirlos. Dentro de los entornos Unix, tar aparece como una orden que puede ejecutarse desde la línea de órdenes de una consola de texto o desde un simple terminal. El formato de la orden tar es, comúnmente:
tar <opciones> <archivoSalida> <archivo1> <archivo2> ... <archivoN>
Donde <archivoSalida> es el archivo resultado y <archivo1>, <archivo2>, etcétera son los diferentes archivos que se "empaquetarán" en <archivoSalida>. Este proceso permite respaldar archivos, compartirlos, transmitirlos por Internet o por redes locales de una forma fácil.
Hoy en día existen programas tanto comerciales como de código abierto y freeware con excelentes interfaces gráficas (GUI) y que se ejecutan en diferentes sistemas operativos y pueden crear y manipular "archivos tar". Esto se debe principalmente al extendido uso que tienen los "archivos tar".
Debido a que el formato tar se diseñó para su uso en sistemas UNIX, estos archivos almacenan toda la metainformación asociada a los archivos que se incluye en estos sistemas operativos: fecha de última modificación, propietario y permisos al estilo UNIX. Además admite el almacenamiento de enlaces simbólicos y "enlaces duros".
El formato tar se estandarizó por POSIX.1-1998 y luego por POSIX.1-2001.
Como es común dentro de las utilidades de Unix, tar es un programa de una sola especialidad, siguiendo la filosofía Unix: "Haz sólo una cosa [archivar] pero hazla bien".
| actividad                                                                           | opción | ejemplo                                |
| descomprimir/extraer                                                                | -x     | tar -xf paquete.tar                    |
| visualizar lo que se realiza                                                        | -v     | tar -xvf paquete.tar                   |
| archivar/crear el directorio kernel (y subdirect.)                                  | -c     | tar -cvf paquete.tar kernel/           |
| comprimiendo con bzip2                                                              | -j     | tar -cjvf paquete.tar.bz2 kernel/      |
| comprimiendo con lzma                                                               | -J     | tar -cJvf paquete.tar.lzma kernel/     |
| comprimiendo con gzip                                                               | -z     | tar -czvf paquete.tar.gz kernel/       |
| comprimiendo con lzip                                                               | --lzip | tar -cvf paquete.tar.lz --lzip kernel/ |
| comprimiendo con compress                                                           | -Z     | tar -cZvf paquete.tar.Z kernel/        |
| comprime utilizando la extensión facilitada en el nombre del fichero (ej. para bz2) | -a     | tar -cavf paquete.tar.bz2 kernel/      |
| muestra el contenido de un archivo tar                                              | -t     | tar -tvf paquete.tar.bz2 kernel/       |

En el sistema operativo Windows pueden crearse archivos con formato tar con las herramientas 7-zip y J7Z.

## Denominación de los archivos tar una vez comprimidos
Un archivo tar contiene flujos sin comprimir de los ficheros que contiene. Para lograr la compresión del archivo, se utilizan distintos programas de compresión, de forma que disminuya su tamaño final, como gzip, bzip2, xz, lzip, lzma, o compress, que comprimen completamente el archivo tar. Típicamente, la forma comprimida del archivo recibe el nombre añadiéndosele un sufijo del compresor de formato específico al nombre de fichero del archivo. Por ejemplo, un archivo archive.tar, se denomina archive.tar.gz, cuando se comprime por gzip.
| Corto             | Largo              |
| ----------------- | ------------------ |
| .tgz              | .tar.gz            |
| .tbz, .tbz2, .tb2 | .tar.bz2           |
| .taz, .tz         | .tar.Z             |
| .tlz              | .tar.lz, .tar.lzma |
| .txz              | .tar.xz            |